# أفيرام روبنشتاين
أفيرام روبنشتاين هو لاعب كرة قدم إسرائيلي في مركز الهجوم، ولد في 19 مارس 1980 في نتانيا في إسرائيل. لعب مع مكابي نتانيا.